# Micrambe abietis
Micrambe abietis är en skalbaggsart som först beskrevs av Gustaf von Paykull 1798.  Micrambe abietis ingår i släktet Micrambe, och familjen fuktbaggar. Arten är reproducerande i Sverige.